# Liste des membres saskatchewanais de l'Ordre du Canada
Pour un article plus général, voir Ordre du Canada.
- Calvin David Abrahamson
- Nancy Adams
- Freda Ahenakew
- Boyd M. Anderson
- John H. Archer
- Robert Roy Atkinson
- Lorne A. Babiuk
- Marc A. Baltzan
- Lloyd Barber
- Robert W. Begg
- John M. Bell
- Donald W. Black
- Joyce M. Blake
- Allan Emrys Blakeney
- Solomon Bonneau
- John B. Boucher
- Gerald Bouey
- Elizabeth Brewster
- Jacob A. Brown
- Sidney L. Buckwold
- Sharon Butala
- M. Isabelle Butters
- Angus Robert Campbell
- Denny Carr
- Roger Colenso Carter
- Irène Fournier Chabot
- Ernest C.F. Chan
- David A. Christensen
- Dmytro Cipywnyk
- Robert Thomas Coupland
- Albert M. Craig
- Edward Milton Culliton
- Balfour W. Currie
- Gordon G. Currie
- Agnes Boyd Davidson
- William G. Davies
- Willem B.C. de Lint
- Walter Perry Deiter
- Ron M. DePauw
- R. Keith Downey
- John G. Egnatoff
- Joe Fafard
- Sylvia Olga Fedoruk
- Tibor Feheregyhazi
- Robert R. Ferguson
- Marguerite Fournier
- Delwyn George Fredlund
- Olaf Friggstad
- Marguerite A. Gallaway
- David Eldon (Tom) Gauley
- John Watson Gerrard
- Alice Gervais
- Alphonse Mathias Gerwing
- Joseph Harvey Gjesdal
- Anthony J. Gocki
- Jean Goodwill
- Henrietta Goplen
- Percival H. Gordon
- Marion Margaret Graham
- John Green
- David Georges Greyeyes
- Emmett Matthew Hall
- Margaret Catherine Harris
- F.H. Eva Hassell
- Frederick Walter Hill
- Robert N. Hinitt
- Orville Hjertaas
- Christine Wilna (Willy) Hodgson
- Louis Horlick
- Clarence Stuart Houston
- Margaret Hudec
- Gary Hyland
- Anna Gertrude Ingham
- Frederick William Johnson
- David L. Kaplan
- Michael P. Kartusch
- Le'on Katz
- James G. Kettles
- Michael John Kindrachuk
- Lawrence E. Kirk
- Genzo Kitagawa
- Doris Knight
- Douglas Ronald Knott
- Dorothy E. Knowles
- Methodius Koziak
- Walter Oscar Kupsch
- Elva Kyle
- Sam Landa
- Henry J., Sr. Langan
- Thomas Lawrence
- Douglas A. Lee
- E.C. Leslie
- Louis H. (Scoop) Lewry
- Howard Leyton-Brown
- Myrl Leyton-Brown
- Ernest Lindner
- Harold MacKay
- Arthur Marchildon
- Me'de'ric Ze'phirin McDougall
- Peggy McKercher
- Hilliard McNab
- Thomas R. Melville-Ness
- Frederick Mendel
- Kamal K. Midha
- Charles Stuart Mitchell
- Kenneth Ronald Mitchell
- John D. A. Mollard
- W. Thomas Molloy
- Patrick Joseph Moran
- George H. Morris
- Robert Lynn Mossing
- Athol Murray
- Hilda Neatby
- Howard R. Nixon
- Emmie Oddie
- Eloise E. Opheim
- Geoffrey L. Pawson
- Albert E. Peacock
- William W. Perehudoff
- Claude Petit
- Robert H.D. Phillips
- Roger Phillips
- Sr., Herbert Charles Pinder
- Grace Davis Pine
- Roland A. Pinsonneault
- Walter Podiluk
- George Porteous
- Otto M. Radostits
- Ali H. Rajput
- Kris Rao
- George Robert Reed
- Andre' Renaud
- Donald Andrews Rennie
- Paul J. Rezansoff
- Ernest M. Richardson
- William A. Riddell
- Roy J. Romanow
- Gerald F. Rose
- Alexander Ross
- Carole V. Sanderson
- John Edgar Sandison
- Allen Sapp
- Ann Louise Schulman
- Edmund Alexander Sebestyen
- E. Marion Sherman
- Morris C. Shumiatcher
- Edith Child Rowles Simpson
- George Charles Solomon
- A. Gordon South
- Ahab Spence
- John W.T. Spinks
- Gordon Wesley Staseson
- Savella Stechishin
- Phyllis L. Steele
- Howard J. Stensrud
- Lawrence H. Stevenson
- Theresa Marie Stevenson
- Jack Sures
- Christian T. Sutter
- George Terry
- Lewis H. Thomas
- Douglas Thompson
- W.P. Thompson
- Mabel Timlin
- Gordon Tootoosis
- John B. Tootoosis
- W.F.A. Turgeon
- Edward K. Turner
- Allan Van Cleave
- Guy C. Vanderhaeghe
- Arthur Tsuneo Wakabayashi
- Ernest G. Walker
- Norman Ward
- Ida Carlotta Wasacase
- Gus Waskewitch
- James Balfour Wedge
- Charles Melville Williams
- Robert G. Williamson
- Stephen Worobetz
- Clifford Wright
- Peter E. Zakreski